# Juwentyn i Maksym

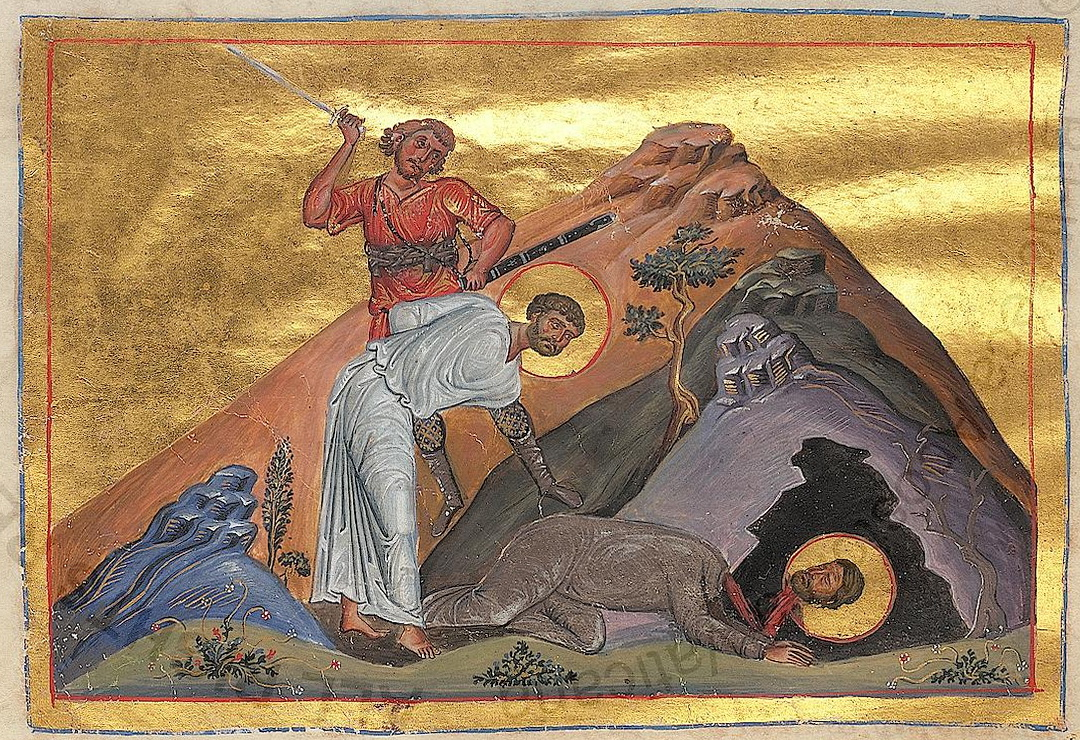
Ścięcie Juwentyna i Maksyma

Święci Kościoła katolickiego. Juwentyn (Iuventinus lub Iuventius, zm. 363) był członkiem gwardii cesarza Juliana.
Julian przed rozpoczęciem kampanii przeciw imperium Sassanidów wydał edykt zakazujący kultu relikwii w Antiochii. Juwentyn oraz jego towarzysz Maksym (Maximinus lub Maximos/Maximus) wyrazili sprzeciw wobec edyktu; także wówczas, gdy zostali już postawieni przed cesarzem. Cesarz pozbawił ich majątku i wydał na ścięcie (363 r.). Ich męczeństwo miało miejsce w Antiochii w Syrii. Wspomnienie ich męczeństwa zawarto w Rzymskim Martyrologium. Wspomina o nich także w krótkim kazaniu św. Jan Chryzostom.
Dzień obu świętych obchodzono 25 stycznia.